# N13 (Luxemburg)
De N13 (Luxemburgs: Nationalstrooss 13) is een nationale weg in Luxemburgs die door het zuiden van het land een grote boog maakt om de stad Luxemburg heen. De route heeft een lengte ruim 40 kilometer. De route verbindt de omgeving van Capellen in het westen via Bettembourg met de omgeving van Remich in het zuidoosten van het land.
De N13 vormt grotendeels de lokale route van de A13.

## Plaatsen langs de N13
- Garnich
- Dahlem
- Dippach
- Bettange-sur-Mess
- Reckange-sur-Mess
- Ehlange
- Pontpierre
- Bergem
- Huncherange
- Fennange
- Bettembourg
- Hellange
- Frisange
- Aspelt
- Filsdorf
- Dalheim
- Bous

## N13a
De N13a is een 75 meter lange route in Bettembourg. De route is ingericht als een eenrichtingsverkeersweg richting het zuiden, terwijl de N13 ter hoogte hiervan alleen richting het noorden gaat.

## N13b
De N13b is een verbindingsweg bij de plaats Hellange. De route verbindt de N13 met de A13 en heeft een lengte van ongeveer 300 meter. Wegens de verbouwing van de A13 ter hoogte van de aansluiting, was de aansluiting tijdelijk gesloten geweest rond het jaar 2017.
N1 ·
N2 ·
N3 ·
N4 ·
N5 ·
N6 ·
N7 ·
N8 ·
N10 ·
N11 ·
N12 ·
N13 ·
N14 ·
N15 ·
N16 ·
N17 ·
N18 ·
N19 ·
N20 ·
N21 ·
N22 ·
N23 ·
N24 ·
N25 ·
N26 ·
N27 ·
N28 ·
N31 ·
N32 ·
N33 ·
N34 ·
N35 ·
N37 ·
N38
N50 ·
N51 ·
N52 ·
N53 ·
N55 ·
N56 ·
N57